# Beuzevillette
Beuzevillette é uma comuna francesa na região administrativa da Normandia, no departamento de Sena Marítimo. Estende-se por uma área de 5,65 km². Em 2010 a comuna tinha 647 habitantes (densidade: 114,5 hab./km²).